# Oldo Hlaváček
Oldo Hlaváček (26. ledna 1934 Bratislava – 17. srpna 2025 Bratislava) byl slovenský herec, bavič, humorista, scenárista a moderátor. Jeho syn Ivo Hlaváček je také herec, bavič, moderátor, režisér a dramaturg, jeho vnučka je topmodelka Michaela Hlaváčková.

## Ze života
Poprvé vystupoval v divadelním představení v první třídě základní školy ve školní hře Chrobáci (Brouci), kde hrál Ferdu Mravence na koloběžce. Vystudoval Vysokou školu múzických umení v Bratislavě. V době své prezenční vojenské služby připravoval Ivan Krajíček zábavní program, do kterého potřeboval scénář. Dostal tip na Oldo Hlaváčka, který byl v té době v základní vojenské službě v Mikulově. Ivan Krajíček za ním odcestoval, aby mu napsal scénář jeho programu. Jejich spolupráce pak postupně přerostla až do divadelní a kabaretní dvojice Krajíček – Hlaváček. Později tato komediální a humoristická dvojice vystupovala v kabaretech, v Československém rozhlase i v televizi. Jejich nejznámějším programem byl Hostinec pod gaštanom, kde vytvořili dva hospodáře (gazdy). Společně tak vystupovali více než 30 let. V letech 1958 až 1961 vystupoval v divadelních hrách v Divadle Jonáše Záborského v Prešově. Do roku 2011 byl členem činohry Slovenského národního divadla.

## Divadlo, výběr
- Brouk v hlavě (Georges Feydeau) – Augustin Feraillon[6]
- Dom v stráni (Martin Kukučín, Peter Pavlac) – Andrija
- Hamlet (William Shakespeare) – Osric, dvořan
- Zkrocení zlé ženy (William Shakespeare) – Pedant

## Filmografie, výběr
- 1966 Tango pre medveďa
- 1972 Zajtra bude neskoro
- 1973 Hroch
- 1976 Sváko Ragan
- 1977 Rača, láska moja
- 1979 Mandragora
- 1980 Na skle maľované
- 1984 Múdra Gabriela
- 1985 Bankinghouse Khuwich and comp.

## Moderování
- od roku 1976[7] soutěžně–zábavní televizní a estrádní pořad Vtipnejší vyhráva (moderování, později i tvorba scénářů)[8]

## Diskografie
- 1973 Hostinec Pod gaštanom – Ivan Krajíček a Oldo Hlaváček – Opus 91 18 0245 (Strana A – Stará vojna, Kúpele, Silvester, Strana B – Autika, Futbal, Ženy)
- 1984 Opäť v Hostinci pod gaštanom – Ivan Krajíček a Oldo Hlaváček – Opus
- 1989 Hostinec Pod gaštanom v Samoobsluhe zábavy 1 – Ivan Krajíček a Oldo Hlaváček – Opus
- 1990 Hostinec Pod gaštanom v Samoobsluhe zábavy 2 – Ivan Krajíček a Oldo Hlaváček – Opus
- 1993 Priamy prenos – Ivan Krajíček a Oldo Hlaváček – SQ Music
- 1999 Hostinec Pod gaštanom I. – Ivan Krajíček a Oldo Hlaváček – Opus (01. O inzerátech / 02. O kúpeľoch / 03. O reštauráciách / 04. O pletení / 05. O pijaviciach / 06. O dovolenke)

### Kompilace
- 1977 Drevená krava – Opus (Na námet ľudových rozprávok zo zbierky Pavla Dobšinského, účinkujúci: Karol Čálik, Marián Gallo, Oldo Hlaváček, Eva Krížiková, Zora Kolínska, Gustáv Valach, Ivan Krajíček, Ivan Stanislav)